# Merodon albonigrum
Merodon albonigrum är en tvåvingeart som beskrevs av Vujic, Radenkovic och Simic 1996. Merodon albonigrum ingår i släktet narcissblomflugor, och familjen blomflugor.
Artens utbredningsområde är Serbien. Inga underarter finns listade i Catalogue of Life.